# 碧海純一
碧海 純一（あおみ じゅんいち、1924年6月27日 - 2013年7月18日）は、日本の法学者、法哲学者。東京大学名誉教授。日本バートランド・ラッセル協会理事。
分析哲学、批判的合理主義に近い立場から理論哲学として法哲学を展開し、以後の日本の法哲学に大きな影響を及ぼした。主著に『法哲学概論』『法と社会』など。

## 生涯
愛知県名古屋市出身。旧制武蔵高等学校では、講師であった下村寅太郎に紹介され、バートランド・ラッセルに触れる（後に日本バートランド・ラッセル協会設立発起人となっている）。1944年10月、海軍主計見習士官。極東国際軍事裁判で弁護側の書類を英訳する仕事で忙しくなり、大学に行かず、留年した。このときの職場仲間に森山眞弓がいる。
1948年、東京帝国大学法学部卒業、東京帝国大学特別研究生。高等文官試験司法科試験に合格するも、団藤重光の勧めで学者の道を選ぶ。尾高朝雄の弟子であったが、尾高の急逝後、1951年に神戸大学法学部助教授となる。1950年から1952年にかけて、第1回ガリオア留学生としてハーバード大学留学。
1961年、東京大学法学部教授に就任。1985年退官。その後、放送大学教授、関東学院大学教授を歴任し、1997年に関東学院大学を退職。1991年、紫綬褒章受章。

## 研究
従来、価値哲学としての色合いが強かった日本の法哲学界の中で、理論哲学としての法哲学を確立しようとした。その主張は、当初は分析哲学、論理実証主義に近い立場に立脚し、形而上学的な命題を排除する傾向があった。神戸大学時代に出版された彼の主著『法哲学概論』の初版は、論理実証主義から書かれ、その偶像破壊力は当時の法学徒を魅了し、その明晰さと相まって、実定法学者にも強い影響を及ぼした。この点、同時期に発行された小林直樹『法理学上』と対比することにより、より明確になる。
その後、米国留学中にカール・ポパーの文献に触れることにより、論理実証主義から批判的合理主義の立場に移行したとされる。ただし、井上達夫は「批判的合理主義の影響を反映して改訂を重ねた主著（『法哲学概論』）の後の諸版が示すように、碧海は経験的な事実判断の領域でのみ批判的合理主義を受容し、価値判断の領域では論理実証主義のメタ倫理学説たる価値情緒説を保持し、価値相対主義の陣営に留まり続けた」としている。

## 弟子
弟子として、長尾龍一、井上達夫、長谷川晃、森際康友、嶋津格、桂木隆夫、森村進、蓮沼啓介等を養成した。政治家では北橋健治（民社党代議士、現・北九州市長）がいる。また、財務官僚、日銀総裁の黒田東彦も碧海と親しくした。

## 栄典
- 1991年 紫綬褒章受章
- 1985年 東京大学名誉教授

## 著書

### 単著
- 『法哲学概論』（弘文堂） - 第1版、新版、全訂第1版、全訂第2版、全訂第2版補訂版
- 『法哲学論集』（木鐸社）
- 『合理主義の復権』（木鐸社） - 増補版が複数出ており、収録論文が増えている
- 『法と言語』（日本評論社、1965年7月）
- 『法と社会』（中央公論新社〈中公新書〉、1967年2月）

### 編著
- 碧海純一・伊藤 正己・村上淳一『法学史』（東京大学出版会、1976年9月）
- 林大・碧海純一編『法と日本語』（有斐閣〈有斐閣新書〉、1981年12月）

### 訳書
- カール・オリィヴェクローナ著、碧海純一・太田知行・佐藤節子訳『バートランド・ラッセル 情熱の懐疑家』（勁草書房、1969年）
- アラン・ウッド著、碧海純一訳『バートランド・ラッセル 情熱の懐疑家』（1963年、みすず書房）
- バーデ編、早川武夫・碧海純一編訳『ジュリメトリックス』（1969年、日本評論社）
- エルンスト・トーピッチュ著、碧海純一監訳『認識と幻想―世界理解の根本構造 (1984年)

## 電子テキスト
- 碧海純一「東大を去るに当たって――法哲学者の信仰告白: 「自然主義的な」人間観」（『東京大学新聞』1985年4月2日号より）
- バートランド・ラッセルについて